# Luisa Schulze
Luisa Schulze (* 14. September 1990 in Altenburg) ist eine deutsche Handballspielerin.

## Karriere
Schulze begann das Handballspielen beim SV Aufbau Altenburg. Im Jahr 2006 wechselte die 1,90 m große Kreisläuferin zum HC Leipzig. Ab der Saison 2009/10 gehört sie dem Kader der Bundesligamannschaft an. Mit dem HCL gewann sie 2010 die deutsche Meisterschaft sowie 2014 und 2016 den DHB-Pokal. Am 6. Oktober 2016 wechselte sie zur SG BBM Bietigheim. Mit Bietigheim gewann sie 2017, 2019 und 2022 die deutsche Meisterschaft, 2021 und 2022 den DHB-Pokal, 2017, 2019 und 2021 den DHB-Supercup sowie 2022 die EHF European League. Ab dem Sommer 2022 stand sie bei der Sport-Union Neckarsulm unter Vertrag. Im Januar 2023 wechselte sie mit sofortiger Wirkung nach Frankreich zu Metz Handball. Mit Metz gewann sie 2023 sowohl die französische Meisterschaft als auch den französischen Pokal. Im Sommer 2023 schloss sie sich dem norwegischen Erstligisten Vipers Kristiansand an. In der Spielzeit 2023/24 gewann sie sowohl die norwegische Meisterschaft als auch den norwegischen Pokal. Im Sommer 2024 wechselte sie zum deutschen Bundesligisten Frisch Auf Göppingen.
Schulze gab ihr Länderspieldebüt am 21. April 2011 in Völklingen gegen Spanien. Die Rechtshänderin absolvierte bisher 132 Spiele für die deutsche Nationalmannschaft, in denen sie 164 Treffer erzielte. Sie stand im Aufgebot der deutschen Nationalmannschaft für die Handball-Weltmeisterschaft der Frauen 2011 in Brasilien.
Für die deutsche Juniorinnen-Auswahl bestritt Schulze 31 Partien. Sie belegte den 4. Platz bei der Juniorinnen-EM 2009 und den 7. Platz bei der Juniorinnen-WM 2010. Schulze wurde bei der U-19-EM 2009 als beste Abwehrspielerin in das All-Star-Team gewählt.